# 나가사와 유메
나가사와 유메(일본어: 長澤 優芽, 1993년 4월 6일 ~ )는 일본의 여자 축구 선수이다.

## 구단 경력
나데시코 리그의 스피다 세타가야 FC, 오카야마 유노고 벨, AS 하리마 앨비언에서 활동했다.

## 국가대표팀 경력
그녀는 2010년 FIFA U-17 여자 월드컵에 참가할 일본 U-17 국가대표팀에 발탁되었으며, 4경기에 출전, 준우승에 기여했다.